# Koko Inoue
Koko Inoue es una religiosa japonesa. También es conocida por los nombres de Keiju Okada, Keishu Okada, Seishu Okada y por título Segunda Oshienushi-Sama. 
Fundada en 1978, el movimiento sukyo Sukyo Mahikari, basado en los principios y las enseñanzas de Yoshikazu Okada.